# Rifaina (kommun)
Rifaina är en kommun i Brasilien.   Den ligger i delstaten São Paulo, i den sydöstra delen av landet, 500 km söder om huvudstaden Brasília. Antalet invånare är 3 436.
Följande samhällen finns i Rifaina:
- Rifaina

Omgivningarna runt Rifaina är huvudsakligen savann. Runt Rifaina är det ganska glesbefolkat, med 23 invånare per kvadratkilometer.